# Ventilhus

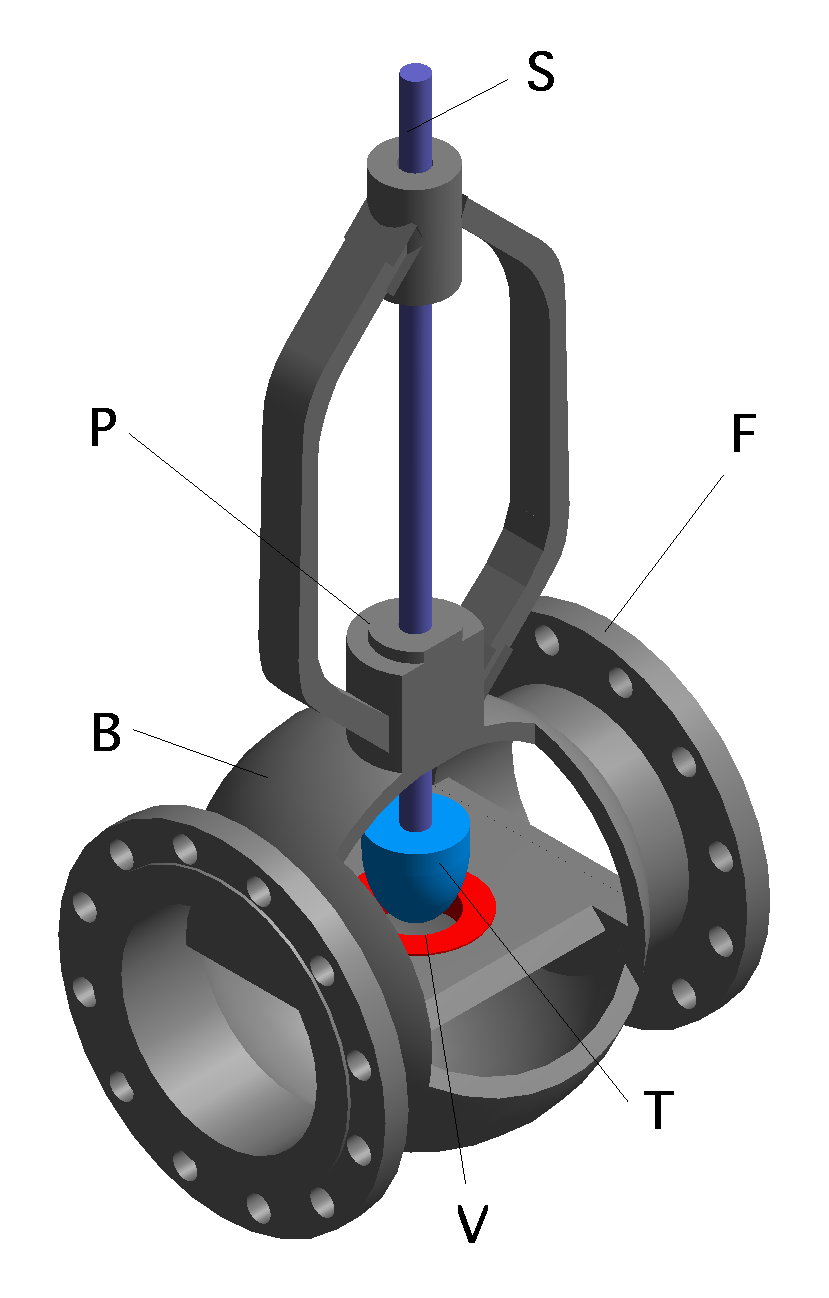
Sprängskiss av en ventil. Ventilhuset är markerat "B".

Ventilhuset är den fasta, ihåliga del av en ventil som inrymmer ventilens rörliga delar (ventilkägla, spindel, slid, etc) samt den strömmande fluid vars flöde ventilen avser att reglera.

## Ventilsäte och ventilkägla
Ventilsäte (V) är den fasta del i ventilhuset där en tätande kropp, ofta en ventilkägla (T), vilar när ventilen är stängd. Genom att ventilkäglan kan flyttas i axiell led, kan öppningen varieras och flödet regleras.